# Paszęcin
Paszęcin (deutsch Passentin, auch Passenthin) ist eine  Ortschaft mit ca. 210 Einwohnern in der polnischen Woiwodschaft Westpommern. Sie liegt im Powiat Świdwiński und gehört zur Landgemeinde (gmina wiejska) Rąbino.
Paszęcin als Gutsort, der im Jahre 1910 158 Einwohner zählte, ist schon immer mit dem zwei Kilometer südlich gelegenen Dorf Lipie (Arnhausen) verbunden, zu dessen Amtsbezirk und Kirchspiel es bis 1945 im Kreis Belgard bzw. Kirchenkreis Belgard gehörte.